# Carlos Bento da Silva

Carlos Bento da Silva, na sua única fotografia conhecida.

Carlos Bento da Silva (Lisboa, 21 de março de 1812 — 1891) foi um administrador público, jornalista e político português, conselheiro de Estado, oficial da secretaria de Estado dos Negócios da Fazenda, e responsável por diversas pastas ministeriais, como a da Fazenda, das Obras Públicas, da Instrução Pública, da Marinha e dos Negócios Estrangeiros.